# Фонетична транскрипція
Фонетична транскрипція (також відома як фонетичне письмо або фонетична нотація) — це наочне зображення мовних звуків (або фонів) за допомогою знаків. Найпоширеніший вид фонетичної транскрипції використовує  фонетична абетка — Міжнародний фонетичний алфавіт.

## На перевагу правописові
Вимова слів у всіх мовах з часом змінюється. Однак їх письмові форми (правопис) часто не змінюються з урахуванням таких змін і не точно відображають вимову. Вимова також може сильно відрізнятися залежно від діалектів мови. Стандартний правопис у деяких мовах, таких як англійська та тибетська, часто є нерегулярним та ускладнює передбачення вимови за правописом. Наприклад, слова bough і through не римуються в англійській мові, хоча їх написання можуть свідчити про інше. Інші мови, такі як іспанська та італійська, мають більш послідовний (але все ще недосконалий) взаємозв'язок між правописом та вимовою, тоді як деякі мови можуть стверджувати, що мають повністю фонематичну правописну систему (фонематичний правопис).
Для більшості мов фонетична транскрипція дозволяє показати вимову з чимось набагато ближчим до індивідуального відношення між звуком і символом, ніж це можливо з правописом. Фонетична транскрипція дозволяє вийти за рамки правопису, досліджувати відмінності у вимові діалектів у межах даної мови та виявити зміни у вимові, які можуть статися з плином часу.
Основним принципом фонетичної транскрипції є те, що вона повинна застосовуватися до всіх мов, а її символи повинні позначати однакові фонетичні властивості незалежно від мови, що транскрибується. Звідси випливає, що транскрипція, розроблена для однієї окремої мови чи групи мов, є не фонетичною транскрипцією, а правописом.

## Транскрипція у вузькому або широкому діапазоні
Фонетична транскрипція може бути використана для транскрипції фонем мови, або вона може піти далі та вказати їх точну фонетичну реалізацію. У всіх системах транскрипції розрізняють широку транскрипцію та вузьку транскрипцію. Широка транскрипція вказує лише на найбільш помітні фонетичні особливості мовлення, тоді як вузька транскрипція надає більше даних про фонетичні характеристики алофонів у мовленні. Різниця між широкою та вузькою є континуумною, але різниця між фонематичною та фонетичною транскрипцією зазвичай трактується як двійкове розрізнення. Фонемна транскрипція — це особлива форма широкої транскрипції, яка не враховує всі алофонічні відмінності; як випливає з назви, це насправді зовсім не фонетична транскрипція (хоча часом може збігатися з такою), а подання фонематичної структури. Транскрипція, яка включає деякі алофонічні подробиці, але тісно пов'язана з фонематичною структурою мовлення, називається алофонічною транскрипцією.
Перевагою вузької транскрипції є те, що вона може допомогти учням виробляти точно правильний звук, а також дозволяє лінгвістам робити докладний розбір відмінностей мови. Недоліком є те, що вузька транскрипція рідко є репрезентативною для всіх носіїв мови. У той час як більшість американців, канадців та австралійців вимовляли б /t/ трохи як [ɾ], багато мовців південної Англії вимовляли б /t/ як [ʔ] (гортанна змичка) та/або другу /l/ як голосну, що нагадує [ʊ] (L-вокалізація), можливо, поступаючись [ˈlɪʔʊ].
Наступним недоліком вузької транскрипції є те, що вона включає велику кількість знаків та діакритики, які можуть бути незнайомими неспеціалістам. Перевага широкої транскрипції полягає в тому, що вона, як правило, дозволяє робити записи мовлення, що стосуються різноманітнішої мовної спільноти. Таким чином, у словниках іноземною мовою більш підходять дані про вимову, які можуть обговорювати фонетичні подробиці в передмові, але рідко дають їх для кожного запису. Тому в багатьох лінгвістичних контекстах правило полягає в використанні вузької транскрипції, коли це необхідно, але, за можливості, бажано використовувати широку.

## Типи нотаційних систем
Велика частина фонетичних транскрипцій засновані на припущенні, що мовні звуки розділені на дискретні одиниці, які можуть бути представлені знаками. Було випробувано безліч різних типів транскрипції, або «нотації»: їх можна розділити на абеткові (які засновані на тому ж принципі, що і звичайна абеткова транскрипція, а саме: використання одного єдиного простого знаку для подання кожного звуку) і анальфабетичні (нотації, які не є абетковими), які представляють кожен звук знаком з ряду знаків, зібраних разом

### Абеткова система

МФА

Міжнародний фонетичний алфавіт (IPA) є найбільш широко використовуваним і відомим із сучасних фонетичних алфавітів і має давню історію. Він був створений у XIX столітті європейськими викладачами мови та лінгвістами. Незабаром він розвинувся поза початковим призначенням як інструмент педагогіки іноземних мов, і зараз широко використовується як практичний алфавіт фонетиків та лінгвістів. Він міститься у багатьох словниках, де він використовується для позначення вимови слів, але більшість американських словників для носіїв англійської мови, наприклад, American Heritage Dictionary of the English Language, Random House Dictionary of the English Language, Webster's Third New International Dictionary, уникають фонетичної транскрипції, а замість цього використовують системи дихання, засновані на англійському алфавіті, з діакритичними знаками над голосними та знаками наголосу. (Див. Узагальнену версію вимови англійською мовою)
Ще одна звична алфавітна традиція спочатку була створена американськими лінгвістами для транскрипції корінних американських та європейських мов і досі широко використовується  лінгвістами слов'янської, індійської, семітської, уральської (тут відомих як уральська фонетична абетка) та кавказьких мов . Це часто називають американським фонетичним алфавітом, незважаючи на те, що він широко використовувався для мов за межами Америки. Принципова відмінність цих алфавітів від IPA полягає в тому, що спеціально створені символи IPA відмовляються на користь вже існуючих символів друкарських машинок із діакритикою (наприклад, багато символів запозичено з східноєвропейських орфографій) або диграфів . Приклади цієї транскрипції можна побачити в " Фонеміці та в багатьох статтях, передрукованих у « Читаннях Джооса в мовознавстві 1» . За днів до того, як стало можливим створювати фонетичні шрифти для комп'ютерних принтерів та комп'ютеризованої верстки, ця система дозволяла набирати матеріали на існуючих друкарських машинках для створення матеріалів для друку.
Існують також розширені версії МФА, наприклад: Ext-IPA, VoQS та Luciano Canepari 's can IPA.

#### Аспекти абеткової транскрипції
Міжнародна фонетична асоціація рекомендує фонетичну транскрипцію вставляти у квадратні дужки "[ ] ". Транскрипція, яка спеціально позначає лише фонологічні контрасти, може бути укладена у скісні риски "/ / "замість цього. Якщо хтось не впевнений, краще використовувати дужки, оскільки, викладаючи транскрипцію косими рисками, висловлюється теоретичне твердження, що кожен символ фонематично контрастує з мовою, що транскрибується.

### Значкова система

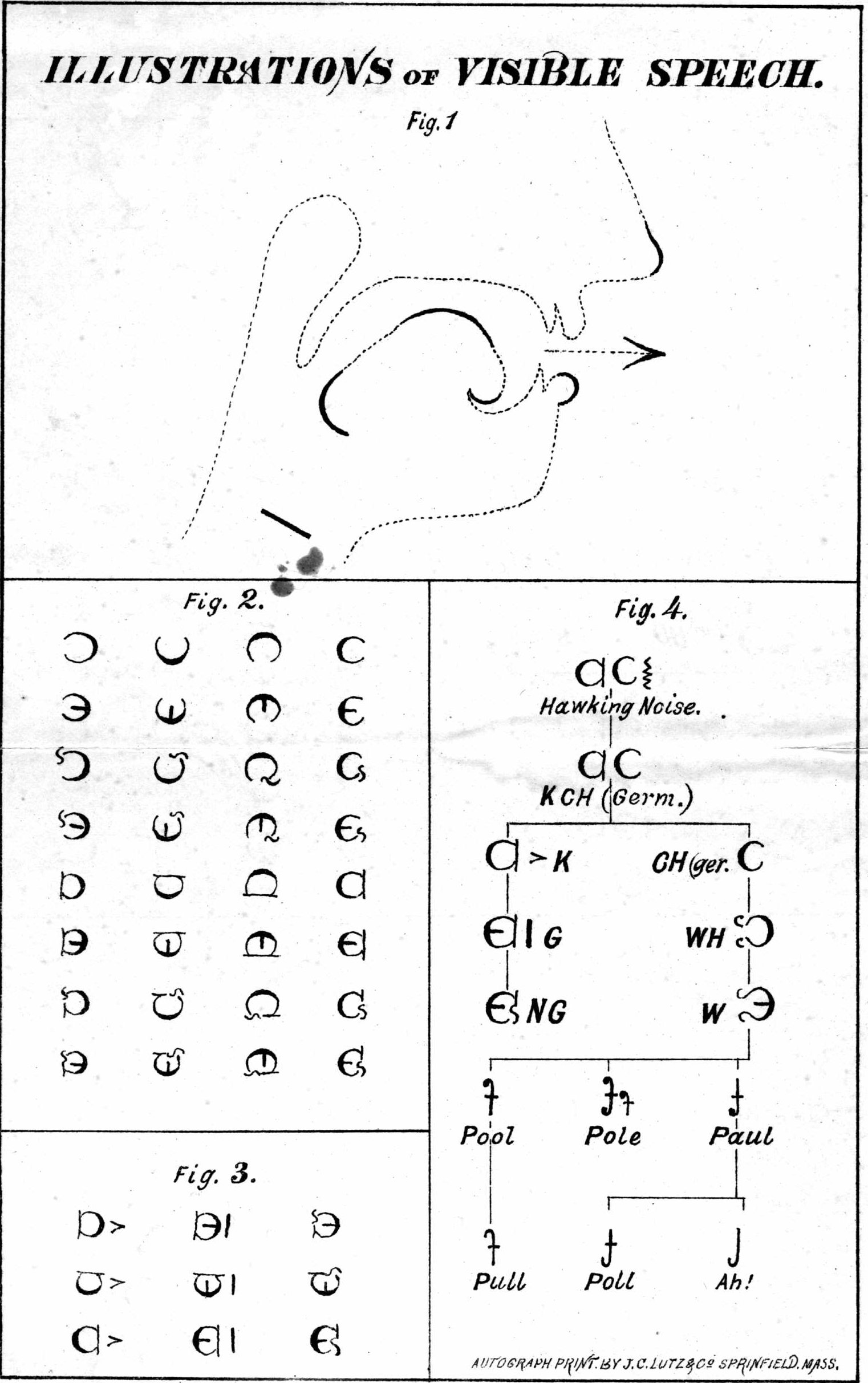
Наочна мова

У значкових фонетичних позначаннях форми фонетичних знаків розроблені таким чином, що вони наочно відображали положення артикуляторів у голосовому тракті. Це відрізняється від абеткового позначання, де відповідність між формою знака і позицією артикулятора є довільною. Це позначання потенційно гнучкіше, ніж абеткове в плані прояву більшої кількості відтінків вимови (Макмагон 1996: 838—841). Прикладом значкових фонетичних позначень є система наочної мови, створена шотландським фонетиком Александером Мелвіллом Беллом (Ellis 1869: 15).

### Анальфабетична система
Інший тип фонетичної нотації, більш точний, ніж алфавітна, — анальфабетична фонетична нотація. Замість загального принципу використання одного символу на звук в алфавітному і знаковому типах нотації, в аналфавітній нотації використовуються довгі послідовності символів для точного опису складових ознак артикуляції жесту (MacMahon 1996: 842—844). Цей тип нотації нагадує нотацію, яка використовується в хімічних формулах для позначення складу хімічних сполук. Попри те, що аналогова нотація є описовішою, ніж алфавітна, вона менш практична для багатьох цілей (наприклад, для описових лінгвістів, що виконують польові роботи, або для мовних патологів, що імпресіоністично транскрибують мовні розлади). В результаті такий тип нотації зустрічається рідко.

### Натаційні системи
- Американське фонетичне позначання
- ARPABET
- Кириличний фонетичний алфавіт
- Міжнародний фонетичний алфавіт
  - Порівняння кодування ASCII Міжнародного фонетичного алфавіту
  - SAMPA
  - X-SAMPA
  - Діаграма МФА для англійської мови
- Фонетичний алфавіт RFE, (Revista de Filología Española)
- Позначення Stokoe для представлення мов жестів
- Уральський фонетичний алфавіт (UPA)
- Наочна мова
- Тевтоніста